# غاراي (مقاطعة سوريا)
غاراي هي بلدية تقع في مقاطعة سوريا، في منطقة قشتالة وليون، في إسبانيا. يبلغ عدد سكانها 608 نسمة وذلك حسب إحصاء السكان سنة 2010. تبلغ مساحتها 76.24 كم².
يقع موقع نومنسيا الأثري داخل حدود بلدية غاراي.

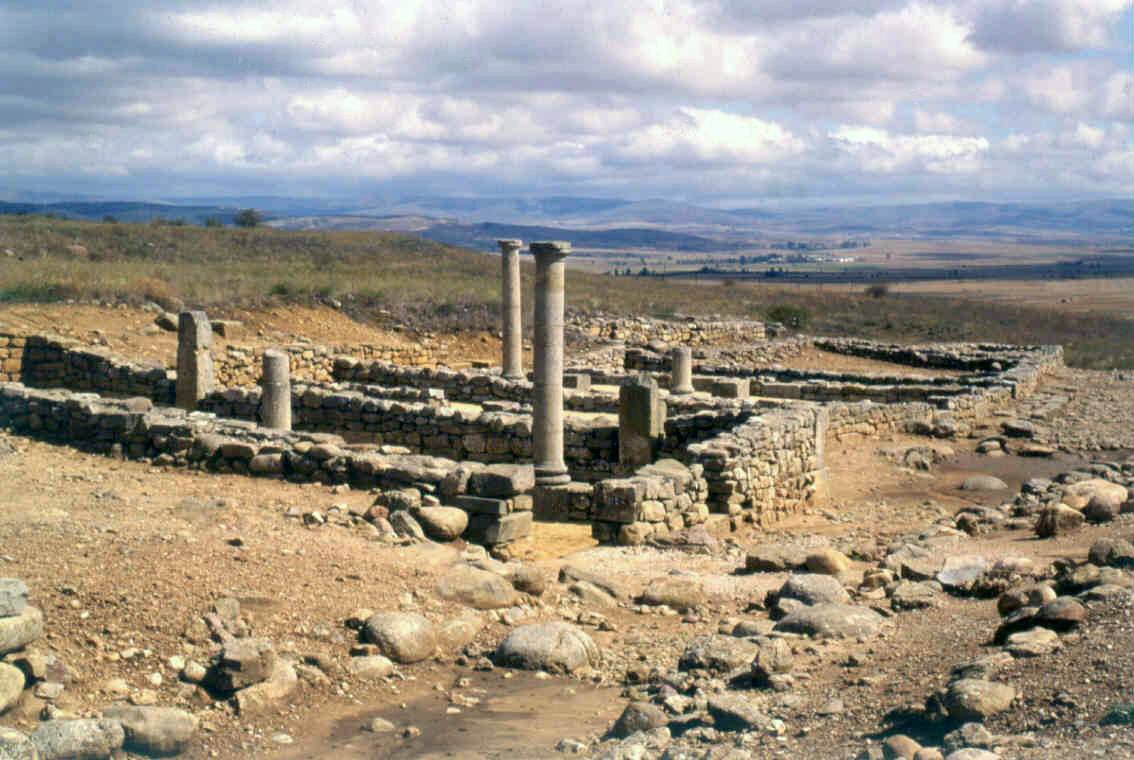